# Apostolove (huyện)
Huyện Apostolove (tiếng Ukraina: Апостолівський район, chuyển tự: Apostoloves’kyi raion) là một huyện của tỉnh Dnipropetrovsk thuộc Ukraina. Huyện Apostolove có diện tích 1.381 km², dân số theo điều tra dân số ngày 5 tháng 12 năm 2001 là 63.981 người với mật độ 46 người/km². Trung tâm huyện nằm ở Apostolove.